# Ljuvligt och kärleksfullt Jesus hörs kalla
Ljuvligt och kärleksfullt Jesus hörs kalla är en psalm med text och musik av William L. Thompson från 1888. Den översattes till svenska 1899 och bearbetades 1986 av Karin Hartman.
Melodin är i G-dur och refrängen lyder:
Kom hem, kom hem,

Du som är fridlös, kom hem!

Jesus nu väntar och beder och kallar,

Kallar den trötte: "Kom hem!"

## Publicerad i
- Musik till Frälsningsarméns sångbok 1907 som nr 285
- Fridstoner 1926 som nr 93 under rubriken "Frälsnings- och helgelsesånger".
- Frälsningsarméns sångbok 1929 som nr 84 under rubriken "Frälsningssånger - Inbjudning".
- Segertoner 1930 som nr 138.
- Frälsningsarméns sångbok 1943 som nr 61 under rubriken "Frälsning"
- Segertoner 1960 som nr 138.
- Frälsningsarméns sångbok 1968 som nr 68 under rubriken "Frälsning".
- Psalmer och Sånger 1987 som nr 588 under rubriken "Att leva av tro - Kallelse".[2]
- Segertoner 1988 som nr 498 under rubriken "Att leva av tro - Kallelse - inbjudan".[1]
- Frälsningsarméns sångbok 1990 som nr 356 under rubriken "Frälsning".
- Sångboken 1998 som nr 75.